# Campionati oceaniani di badminton 1997
I Campionati oceaniani di badminton 1997 si sono svolti a North Harbour, in Nuova Zelanda, dal 30 luglio al 2 agosto 1997. È stata la 1ª edizione del torneo, organizzato dalla Badminton Oceania.

## Podi
| Evento              | Oro                             | Argento                        | Bronzo                         |
| Singolare maschile  | Nick Hall                       | Geoffrey Bellingham            | Stuart Brehaut                 |
| Singolare maschile  | Nick Hall                       | Geoffrey Bellingham            | Jarrod King                    |
| Singolare femminile | Li Feng                         | Rhona Robertson                | Rebecca Gordon                 |
| Singolare femminile | Li Feng                         | Rhona Robertson                | Rhonda Cator                   |
| Doppio maschile     | Peter Blackburn / David Bamford | Glenn Walker / Kerrin Harrison | Ferdy Wiranata Igor Gantchitis |
| Doppio maschile     | Peter Blackburn / David Bamford | Glenn Walker / Kerrin Harrison | Andrew Halliday Daniel Shirley |
| Doppio femminile    | Li Feng Sheree Jefferson        | Rhona Robertson Tammy Jenkins  | Megan Heaney A’E Wilson        |
| Doppio femminile    | Li Feng Sheree Jefferson        | Rhona Robertson Tammy Jenkins  | Rhonda Cator Kellie Lucas      |
| Doppio misto        | Daniel Shirley Tammy Jenkins    | Peter Blackburn Rhonda Cator   | Stuart Brehaut Kellie Lucas    |
| Doppio misto        | Daniel Shirley Tammy Jenkins    | Peter Blackburn Rhonda Cator   | Glenn Walker Sheree Jefferson  |

## Medagliere
| Pos.   | Paese         | Oro | Argento | Bronzo | Totale |
| ------ | ------------- | --- | ------- | ------ | ------ |
| 1      | Nuova Zelanda | 4   | 4       | 6      | 14     |
| 2      | Australia     | 1   | 1       | 4      | 6      |
| Totale | Totale        | 5   | 5       | 10     | 20     |